# Alexandra Pomales
Alexandra Pomales (Indiana, 4 luglio 1995) è un'attrice e ballerina statunitense, nata da genitori portoricani.

## Filmografia
- El fantasma de Elena – serial TV (2010)
- Grachi (Grachi) – serial TV (2011)
- La casa de al lado – serial TV (2011)
- Por ella soy Eva – serial TV (2012)
- Killer Women – serie TV, 4 episodi (2014)
- En otra piel – serial TV (2014)
- Silvana sin lana - serial TV (2016-2017)